# 森山隆男
森山 隆男（もりやま たかお、1956年10月14日 - 没）は、大阪府柏原市出身の元プロ野球選手（投手）。

## 経歴
北陽高では内野手、1974年にドラフト外で近鉄バファローズにテスト入団。しかし、在籍わずか1年で退団する。
新聞配達をしながら1年間トレーニングの後に1977年、南海ホークスにテスト入団。しかし、実質は打撃投手を務め1980年限りで退団した。
2012年時点で死去している。

## 詳細情報

### 年度別投手成績
- 一軍公式戦出場なし

### 背番号
- 58 （1975年）
- 66 （1977年 - 1979年）
- 69 （1980年）